# Чустич, Хрвое
Хрвое Чустич (хорв. Hrvoje Ćustić, 21 октября 1983, Задар, СР Хорватия, Югославия — 3 апреля 2008, Задар, Хорватия) — хорватский футболист, нападающий клуба «Задар», трагический погибший в результате травмы, полученной во время игры. Провёл 10 матчей за молодёжную сборную Хорватии.

## Карьера
Начал карьеру в молодёжной команде «Задара». В основном составе дебютировал в 2000 году, играл за «Задар» пять лет, затем с 2005 по 2007 год играл за «Загреб», после чего снова перешёл в «Задар», подписав с клубом четырёхлетний контракт. Играл в «Задаре» на позиции левого полузащитника, однако тогда, когда пост главного тренера «Задара» занял Станко Мршич, стал появляться на поле в качестве нападающего, в паре с Желимиром Теркешом.

## Смерть
На четвёртой минуте матча чемпионата Хорватии против ХНК Цибалия 29 марта 2008 года Чустич получил серьёзную черепно-мозговую травму в результате столкновения с бетонной стеной, отделявшей поле от трибун (стена находилась примерно в метре от боковой линии). За несколько секунд до столкновения со стеной Чустич вступил с Томиславом Юричем в борьбу за мяч, игроки столкнулись, и Чустич ударился головой об стену. В бессознательном состоянии он был незамедлительно отправлен в местный госпиталь и вечером того же дня был подвергнут хирургическому вмешательству. После операции он впал в кому. Его состояние оставалось стабильным до 2 апреля 2008 года, когда попавшая в организм инфекция привела к повышению температуры тела. Состояние Чустича непрерывно ухудшалось, и 3 апреля в 11:51 была зафиксирована смерть головного мозга.
Он похоронен на местном кладбище в Мурвице — небольшом посёлке рядом с Задрой. Похороны состоялись 5 апреля 2008 года, на траурной церемонии присутствовало несколько тысяч человек: родные, друзья, игроки, болельщики и представители футбольного сообщества.